# Matrimonio a prima vista Italia (undicesima edizione)
L'undicesima edizione del reality show Matrimonio a prima vista Italia è andata in onda in prima serata su Real Time dal 13 settembre all'8 novembre 2023, per nove puntate.
Il programma è condotto con la presenza di tre esperti: Mario Abis (come sociologo) e Nada Loffredi (come sessuologa e psicoterapeuta) - per l'undicesima volta consecutiva, e di Andrea Favaretto (come life coach), per la quinta volta.
L'edizione viene resa, inoltre, disponibile in anteprima, con cadenza di un episodio a settimana, sulla piattaforma digitale Discovery+, a partire dal 6 settembre 2023.

## I partecipanti
| Coppia | Coppia             | Età | Professione          | Città         | Decisione Finale | Stato dopo alcuni mesi | Stato attuale |
| n°     | Sposi              | Età | Professione          | Città         | Decisione Finale | Stato dopo alcuni mesi | Stato attuale |
| ------ | ------------------ | --- | -------------------- | ------------- | ---------------- | ---------------------- | ------------- |
| 1      | Sonia Liverani     | 27  | Disegnatrice tecnica | Faenza        | Sposati          | Sposati                | Divorziati    |
| 1      | Alberto Miliziano  | 28  | Osteopata e Dj       | Nova Milanese | Sposati          | Sposati                | Divorziati    |
| 2      | Valentina Mangili  | 29  | Agente di viaggio    | Bergamo       | Sposati          | Divorziati             | Divorziati    |
| 2      | Alessandro D'Agate | 27  | Analista funzionale  | Milano        | Sposati          | Divorziati             | Divorziati    |
| 3      | Gianna Di Rosa     | 28  | Head Hunter          | Eraclea       | Divorziati       | Divorziati             | Divorziati    |
| 3      | Juanchi Sanchez    | 35  | Operaio              | Montebelluna  | Divorziati       | Divorziati             | Divorziati    |

## Ascolti
| Episodi | Nome episodio                       | Messa in onda     | Telespettatori | Share |
| ------- | ----------------------------------- | ----------------- | -------------- | ----- |
| 1       | La formazione delle coppie          | 13 settembre 2023 | 435.000        | 2,40% |
| 2       | Il matrimonio                       | 20 settembre 2023 | 382.000        | 2,10% |
| 3       | La luna di miele                    | 27 settembre 2023 | 395.000        | 2,10% |
| 4       | Dalla luna di miele alla convivenza | 4 ottobre 2023    | 452.000        | 2,50% |
| 5       | Inizia la convivenza                | 11 ottobre 2023   | 408.000        | 2,20% |
| 6       | La reunion                          | 18 ottobre 2023   | 423.000        | 2,10% |
| 7       | La scelta si avvicina               | 25 ottobre 2023   | 449.000        | 2,40% |
| 8       | La scelta finale                    | 1º novembre 2023  | 501.000        | 2,60% |
| 9       | E poi...                            | 8 novembre 2023   | 445.000        | 2,40% |
| Media   | Media                               | Media             | 432.000        | 2,31% |